# Sitapur (Banke)
Sitapur (nepalski: सीतापुर) – gaun wikas samiti w zachodniej części Nepalu w strefie Bheri w dystrykcie Banke. Według nepalskiego spisu powszechnego z 2001 roku liczył on 1552 gospodarstw domowych i 8166 mieszkańców (4260 kobiet i 3906 mężczyzn).